# Милевский, Мирко
Мирко Ладомирович Милевский (серб. Мирко Ладомира Милевски, макед. Мирко Ладомиров Милевски), при рождении Мирко Милевич (серб. Мирко Милевић; 23 апреля 1923, Поповец — 1 октября 1943, гора Букович) — югославский македонский партизан времён Народно-освободительной войны, Народный герой Югославии.

## Биография
Родился 23 апреля 1923 в селе Поповец близ Кичево в семье Ладомира и Тодоры Милевских, бедных крестьян. Очень рано потерял своих родителей. В школе был отличником, при помощи крестьян сумел перебраться в Охрид, где учился в гимназии. Экзамены успешно сдал в Белграде, там же вступил в коммунистическое революционное движение.
В 1941 году, очутившись в итальянской зоне оккупации, Мирко вступил в народно-освободительное движение региона Копачии, в том же году был принят в Коммунистическую партию Югославии. Состоял в составе партийной ячейки села Кленовец, скрывался от оккупационной полиции. Несколько раз отправлялся в Кичево по заданию партии.
В мае 1943 после формирования Кичевско-Мавровского партизанского отряда Мирко вступил в его ряды. После капитуляции Италии в сентябре он был назначен политруком роты, которая контролировала Страж близ освобождённого Кичево.
1 октября 1943 Мирко ввязался в бой с немецкими и албанскими полицаями и погиб вместе со своей ротой на горе Букович.
9 октября 1953 указом Иосипа Броза Тито посмертно награждён Орденом и званием Народного героя Югославии.